# Mike Tenay
Michael William Tenay plus communément appelé Mike Tenay, né le 1er mars 1955 à Los Angeles, Californie, est un commentateur d'émission de lutte professionnelle (catch) américain. Connu pour avoir travaillé à la World Championship Wrestling (WCW), il commente les matchs de la Total Nonstop Action Wrestling (TNA) depuis la création de cette compagnie en 2002, dont il fait partie de l'équipe créative.